# Fridolin Sulser
Fridolin Sulser (ur. 2 grudnia 1926 w Grabs, zm. 3 stycznia 2016) – amerykański farmakolog pochodzenia szwajcarskiego specjalizujący się w leczeniu zaburzeń psychicznych.

## Życiorys
Urodził się w Grabs w Szwajcarii, a dorastał w mieście Maienfeld. Ukończył Humanistische Gymnasium w Chur w 1947 roku. Następnie odbył studia na Uniwersytecie w Bazylei (przedkliniczne) i na Uniwersytecie w Zurychu (kliniczne), gdzie uzyskał dyplom magistra medycyny w 1955 roku.
Podczas studiów był pod dużym wpływem pism Karla Jaspersa. Wpływ ten popchnął go w kierunku biologii eksperymentalnej. Podjął jednak decyzję o przejściu od psychoanalizy do farmakologii. Zanim został mianowany adiunktem na Uniwersytecie w Bernie, odbył jako oficer obowiązkową 2-letnią służbę w armii szwajcarskiej.
Jesienią 1958 roku przeprowadził się wraz z rodziną do Stanów Zjednoczonych, uzyskując finansowane przez Swiss Academy stypendium podoktoranckie z neuropsychofarmakologii w National Institutes of Health (NIH) w Bethesda, M.D. W tym czasie rozpoczął swoje wieloletnie zainteresowanie badaniami mózgu. W NIH pracował w laboratorium Bernarda Brodiego, koncentrując się na mechanizmie działania imipraminy. Jego współpraca z Jimem Dingellem w NIH doprowadziła do odkrycia dezypraminy.
W 1962 roku Sulser udał się do Burroughs Wellcome Research Labs w Nowym Jorku, gdzie został szefem Instytutu Farmakologii. W 1965 roku rozpoczął pracę na Wydziale Szkół Medycznych Uniwersytetu Vanderbilta jako profesor i dyrektor Centrum Badań Farmakologicznych. Uznanie przyniosło mu sformułowanie wraz z Jerzym Vetulanim hipotezy β-downregulacji jako mechanizmu działania leków przeciwdepresyjnych. Badacze zasugerowali, że za działanie tych leków odpowiada obniżenie poziomu receptorów beta-adrenergicznych.
W 2000 roku Sulser został profesorem emerytowanym Uniwersytetu Vanderbilta.
Za swoją pracę naukową otrzymał szereg wyróżnień, w tym nagrodę Anna-Monika (1976/1977).
Był członkiem i prezesem American College of Neuropsychopharmacology, a także członkiem Collegium International Neuro-Psychopharmacologium.
Zmarł 3 stycznia 2016. Przeżył go brat Emil Sulser, żona, Johanna Mooser Sulser i dzieci Anna (Sulser) Newton, Adrian Sulser, Daniel Sulser oraz Bettina (Sulser) Bryant, a także ośmioro wnucząt.